# Wear OS
Wear OS (wcześniej Android Wear) – wersja systemu Android na smartzegarki i inne wearables. Technologia wspiera przesyłanie danych w standardach Bluetooth, Wi-Fi, 3G i LTE. Podobnie jak w przypadku telefonów, urządzenia z Wear OS mogą korzystać ze sklepu Google Play, by pobierać różne aplikacje. Przy użyciu komend głosowych można wydawać polecenia, np. odtwarzanie muzyki. Wear OS pozwala na zakupy za pomocą np. Google Pay. Użytkownik z menu urządzenia może czytać i odpisywać na wiadomości. Wear OS jest w stanie automatycznie wykryć, czy osoba biega lub jeździ na rowerze i włączyć wcześniej zainstalowaną aplikację fitnessową.
Firma analityczna Canalys oszacowała, że w pierwszych sześciu miesiącach od premiery do sklepów wysłano 720 tysięcy smartwatchów z Android Wear.